# Heller (modellismo)

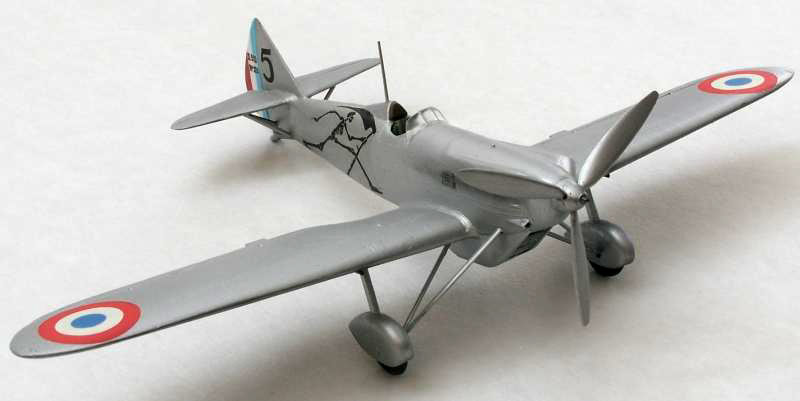
Modello di Dowoitine D.150

La Heller è un'azienda francese che produce kit di montaggio in plastica di modelli in scala di aerei, automobili e navi in scala 1/400, 1/125, 1/72 e 1/35 e di figurini in scala 1/72.

## Storia
Fondata a Parigi nel 1957 da Léo Jahiel. Dal successo della Airfix negli anni '50, Heller fu la prima marca francese di modellismo statico in polistirene. La Heller produsse nel 1958 il suo primo modello, ovvero un kit scala 1:100 del Sud Aviation Caravelle in 59 esemplari. Nel 1963 fu impiantato uno stabilimento produttivo a Trun, Orne.
Negli anni seguenti più di 400 000 esemplari furono prodotti.
Seguirono il Fouga Magister scala 1/40 (55 esemplari) e in ottobre 1958 il SO.9000 Trident in scala 1/50 (27 esemplari). Nel 1959, il Étendard IV Marine in scala 1/50 (57 esemplari).
La produzione si diversificò in navi, come la petroliera Lavera, e automobili. Nel 1974, a catalogo vi furono più di 250 modelli differenti con la série Cadet da 20 a 30 pezzi di facile montaggio Soleil Royal in 2 300 esemplari. Viene creata nel 1974 la « Le Jouet Français » Sofinex (filiale del Crédit lyonnais) con le marche Jouef, Solido e Heller.
Nel 1977, Heller ripropone la leggendaria Citroën Traction 15/6 in scala 1/8 in 1 000 esemplare. Per realizzare il modello Heller impiegò 6 000 ore di lavoro con 40 progettisti e 18 mesi di sviluppo totali con l'acquisto di due automobili reali per lo studio.
Nel 1980 « Le Jouet Français » viene messa in liquidazione.
La Heller fu acquistata nel 1981 dalla Hobby Products Group di Borden, che già possedeva la compagnia inglese Humbrol. Nel 1986, si aggiunse al medesimo gruppo la rivale Airfix; ciò ebbe come conseguenza il trasferimento della produzione dei modelli Airfix nello stabilimento di Trun.
Heller, con il resto del gruppo, fu venduta ad una compagnia finanziaria irlandese, la Allen & McGuire, nel 1994. Nel 2005, ci fu un Management buyout. Ciò nonostante, l'anno seguente l'azienda fu sottoposta ad una amministrazione controllata.
Nel 1999, Heller acquista la Joustra (Jouets de Strasbourg), fabbricante del Télécran. Nel 2005, Heller riedita il Caravelle.
Nel 2006, viene messa in concordato. La società MANOP (Manufacture d’objet précieux) acquista Heller il 15 gennaio 2007. Con il licenziamento di 33 dei 71 dipendenti.
Il 21 marzo 2016 Heller-Joustra, entra di nuovo in difficoltà, e ripresa dalla Maped.

## Modelli celebri Heller
- Sud-Aviation Caravelle
- SO.9000 Trident
- Breguet Br.1050 Alize
- Dassault Mirage III
- Dassault Mirage IV
- Missile Parca,
- Renault 8 Gordini
- Alpine berlinette rallye Monte Carlo 1973
- Matra formule II
- Citroën Traction 15/6
- Clemenceau
- Surcouf sous-marin des FNFL
- Santa Maria
- Soleil Royal (vaisseau de ligne de la marine de Louis XIV)
- Honda 750
- Kawasaki 750
- Kawasaki 500
- AMX-13
- AMX-30
- Autobus Renault TN6C-2
- Citroën Type H
- Ferguson "Petit-Gris"